# Jeffrey Levy-Hinte
Jeffrey Levy-Hinte, auch Jeffrey Kusama-Hinte, (* 1967 in Santa Monica, Kalifornien) ist ein US-amerikanischer Filmproduzent.

## Leben
Levy-Hinte ist seit den frühen 1990er Jahren im Filmgeschäft tätig. Er studierte an der California State University, Northridge sowie der University of Michigan. In den Jahren 1996 bis 2006 betrieb er mit Post 391 eine eigene Firma, die auf die Postproduktion spezialisiert war. In dieser Zeit war er auch an dem Schnitt für When We Were Kings beteiligt. 
Seit dem Jahr 2000 betreibt er mit Antidote International Films seine eigene Produktionsfirma. Er produziert Spielfilme und Dokumentarfilme gleichermaßen. Erste Erfahrungen in diesem Bereich sammelte er seit Ende der 1990er Jahre.
Der Film The Kids Are All Right brachte ihm 2011 zusammen mit Gary Gilbert und Celine Rattray eine Oscar-Nominierung in der Kategorie Bester Film ein. 1999 und 2004 war er jeweils für den Independent Spirit Award nominiert.
Mit dem Dokumentarfilm Soul Power gab Levy-Hinte 2008 sein Regiedebüt, 2011 folgte mit Charlotte: A Wooden Boat Story sein zweiter Film. 

## Filmografie (Auswahl)
- 1998: High Art
- 2001: Wendigo
- 2002: Laurel Canyon
- 2003: Dreizehn (Thirteen)
- 2004: Mysterious Skin – Unter die Haut (Mysterious Skin)
- 2006: The Last Winter
- 2008: Roman Polanski: Wanted and Desired
- 2008: Soul Power
- 2011: The Kids Are All Right
- 2013: Plötzlich Gigolo (Fading Gigolo)